# Крістін Кетрін Раш
Крістін Кетрін Раш (англ. Kristine Kathryn Rusch) — американська письменниця в жанрах наукової фантастики, фентезі та новеллізації. Редакорка наукової фантастики. Авторка близько 50 романів і понад 100 повістей та оповідань. Володарка премії «Г'юґо», «Локус», Азімова та інших нагород.